# Nauna
Nauna (auch La Vandola-Insel, Baletwi-Insel) ist eine Insel im Norden von Papua-Neuguinea. Sie gehört administrativ zur Provinz Manus. 

## Geographie
Nauna liegt 40 km östlich von Rambutyo und ist die östlichste der Admiralitätsinseln. Sie ist etwa 131 m hoch und dicht bewaldet. Die Insel ist von Korallenriffen umgeben. Die Nordküste von Nauna ist steil und zerklüftet. Ein schmaler Sandstrand mit Kokospalmen erstreckt sich fast rund um die kleine Insel. An der Westküste steht ein 
Leuchtfeuer. Das einzige Dorf auf der Insel ist Chakol im Norden. Die Bewohner sprechen Nauna, eine gefährdete Sprache, die 1977 noch 130 Sprecher und 2000 nur noch 100 Sprecher hatte, und Titan als Zweitsprache.

## Geschichte
Die Insel wird wahrscheinlich seit etwa 1500 v. Chr. von Melanesiern bewohnt. Das Gebiet kam im Jahr 1885 unter deutsche Verwaltung und gehörte seit 1899 zu Deutsch-Neuguinea. Während des Ersten Weltkrieges wurde die Insel von australischen Truppen erobert und nach dem Krieg als Mandat des Völkerbundes von Australien verwaltet. 
1942 bis 1944 wurde die Insel von Japan besetzt, kehrte aber 1949 in australische Verwaltung zurück, bis Papua-Neuguinea 1975 unabhängig wurde.